# Музей культуры хлеба
Музей хлеба и искусства (до 2018 года Музей культуры хлеба) — музей в немецком городе Ульме (земля Баден-Вюртемберг), посвящённый истории выращивания и переработки зерна, производству хлеба. Музей иллюстрирует всеобъемлющую значимость хлеба для культурного развития человечества. Особое внимание уделяется проблеме нехватки продовольствия в прошлом и настоящем.

## История
Первая постоянная выставка в Немецком музее хлеба в Ульме была открыта в 1955 году в одном из бывших хлебных амбаров предпринимателя Вилли Эйзелена. Он, вместе со своим сыном Германом, основал «Ассоциацию хлебопекарен» и уже в 1960 году была проведена первая выставка хлебных культур. С тех пор музейная коллекция постоянно расширялась и пополнялась. В 1991 году музей перешёл под управление благотворительного фонда и получил своё нынешнее название.

## Экспозиция
Экспозиция музея описывает природные, технологические, социально-исторические и религиозные аспекты создания хлеба. Коллекция произведений искусства начиная с 15-го и до 21-го века отражает значение хлеба в жизни людей. В фондах музея находятся более 18 000 предметов, рассказывающих об истории выращивания зерна, о совершенствовании орудий труда землепашцев, мельников и пекарей, о значении хлеба в истории человечества. Это первые орудия земледелия, модели мельниц, механизмы, приспособления и инструменты, используемые в процессе хлебопечения, формы для выпекания.
В музее развёрнуты две постоянные экспозиции:
- «От зерна к хлебу» — отражает более чем 6000-летнюю историю производства хлеба, от каменного века до наших дней. Здесь представлены предметы из разных эпох, модели и фильмы, иллюстрирующие развитие мельничного дела и хлебопечения.
- «Человек и хлеб» — рассказывает о хлебе, как о необходимом для существования человеческой цивилизации продукте. Часть экспонатов посвящена периодам голода, вызванного неурожаем или военными действиями.

При музее открыта специализированная библиотека из более чем 4000 книг на всех языках мира, посвященных хлебу и зерну.

## Фотогалерея

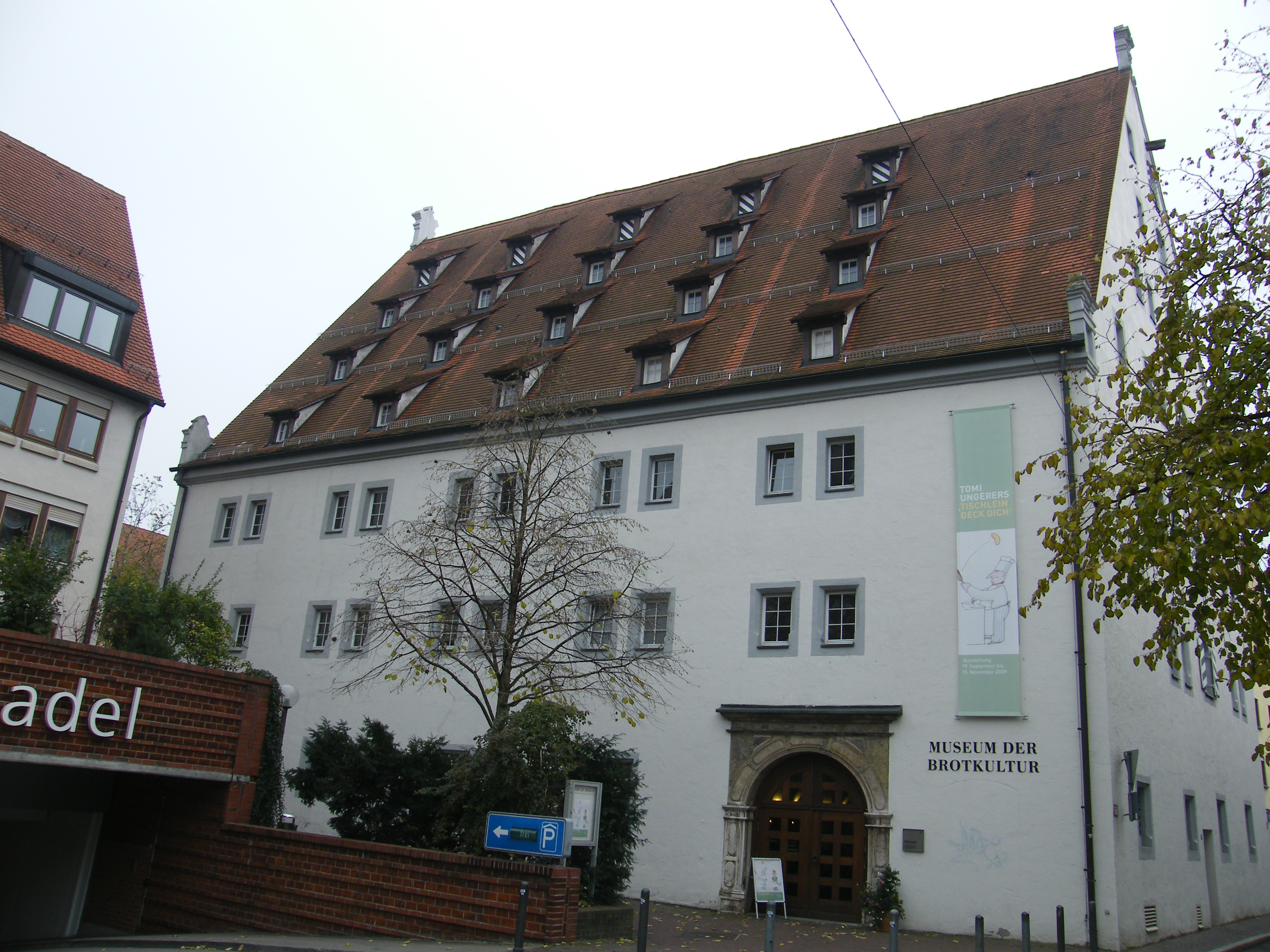
Здание музея
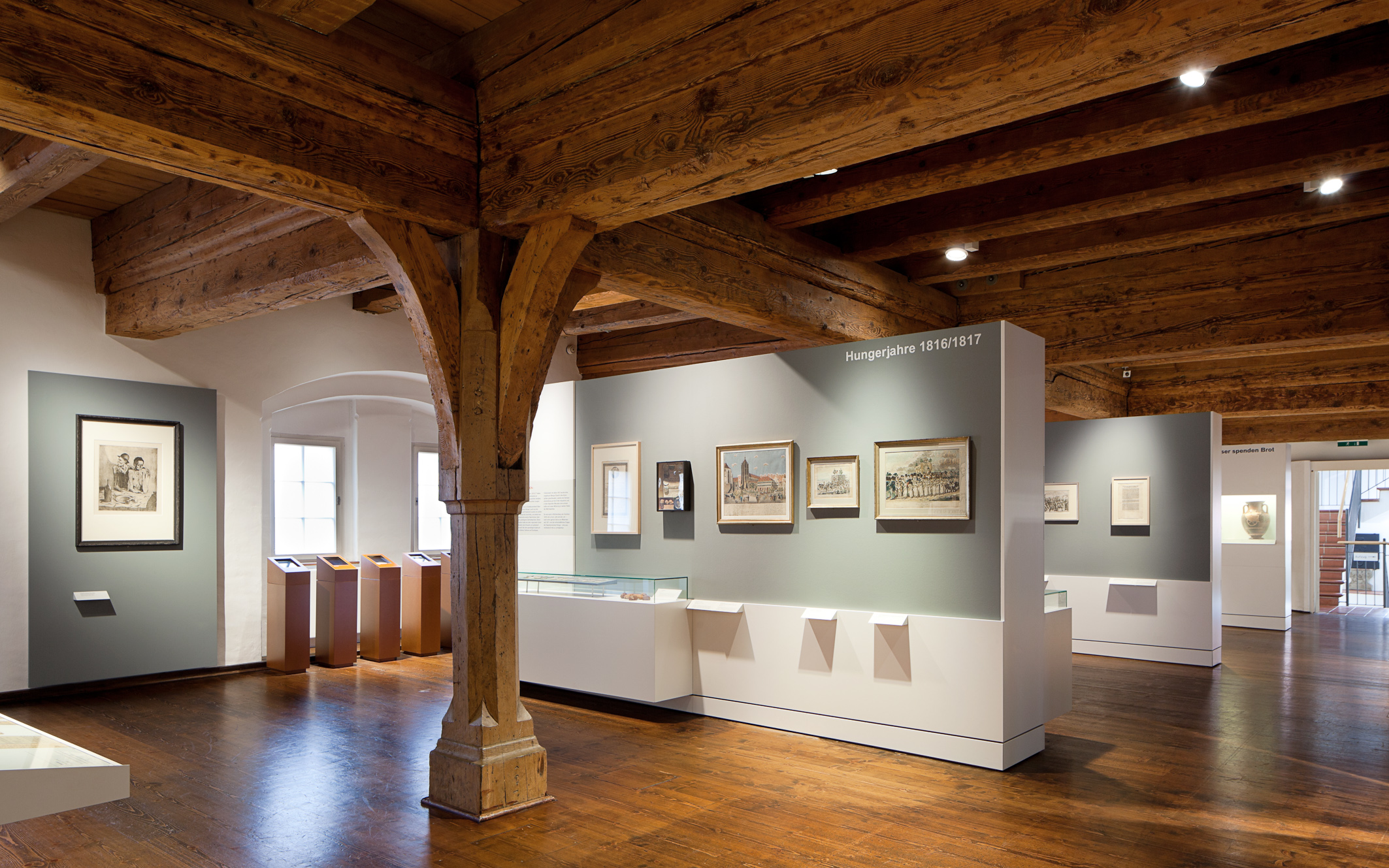
Один из выставочных залов
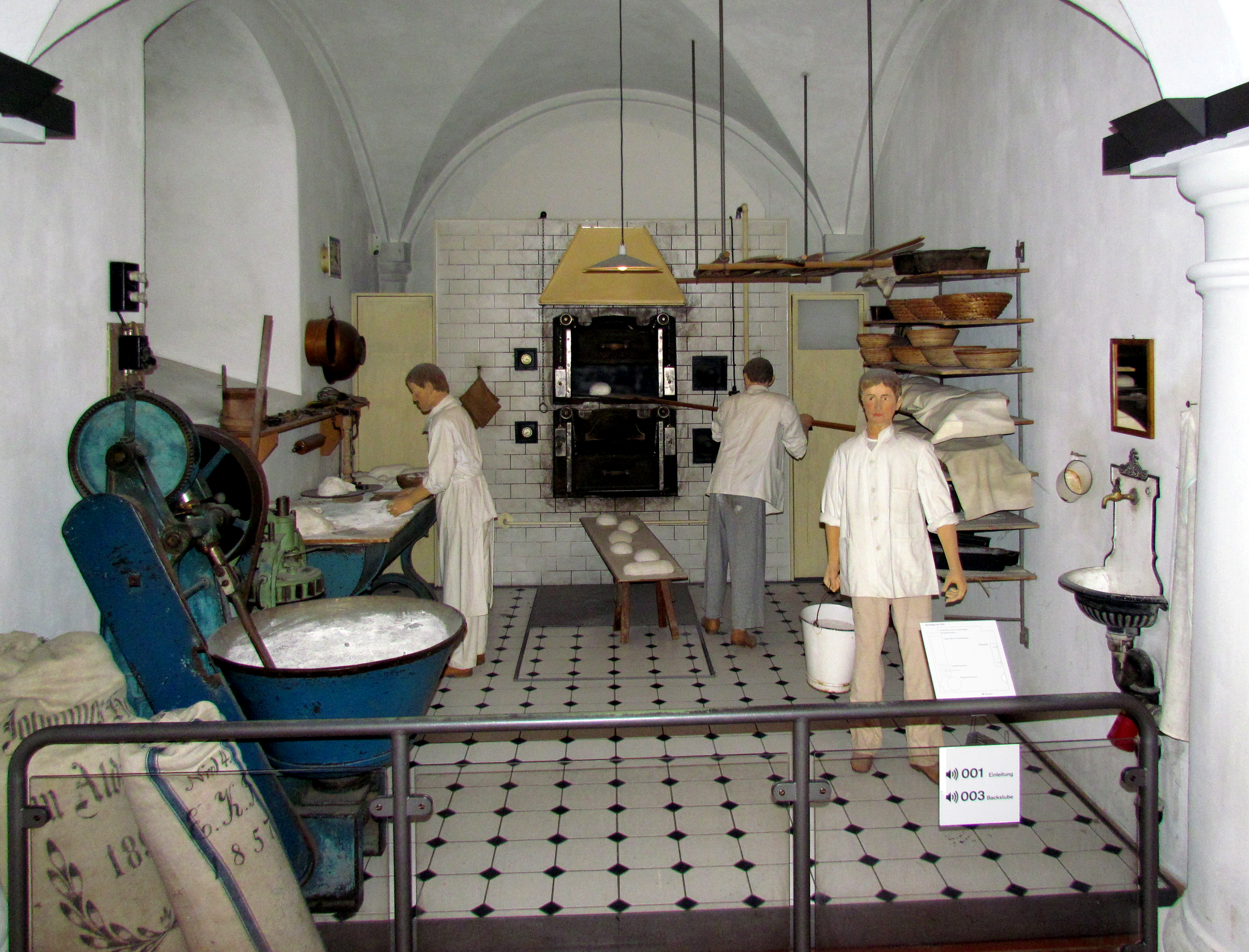
Инсталляция «Пекарня начала 20-го века»
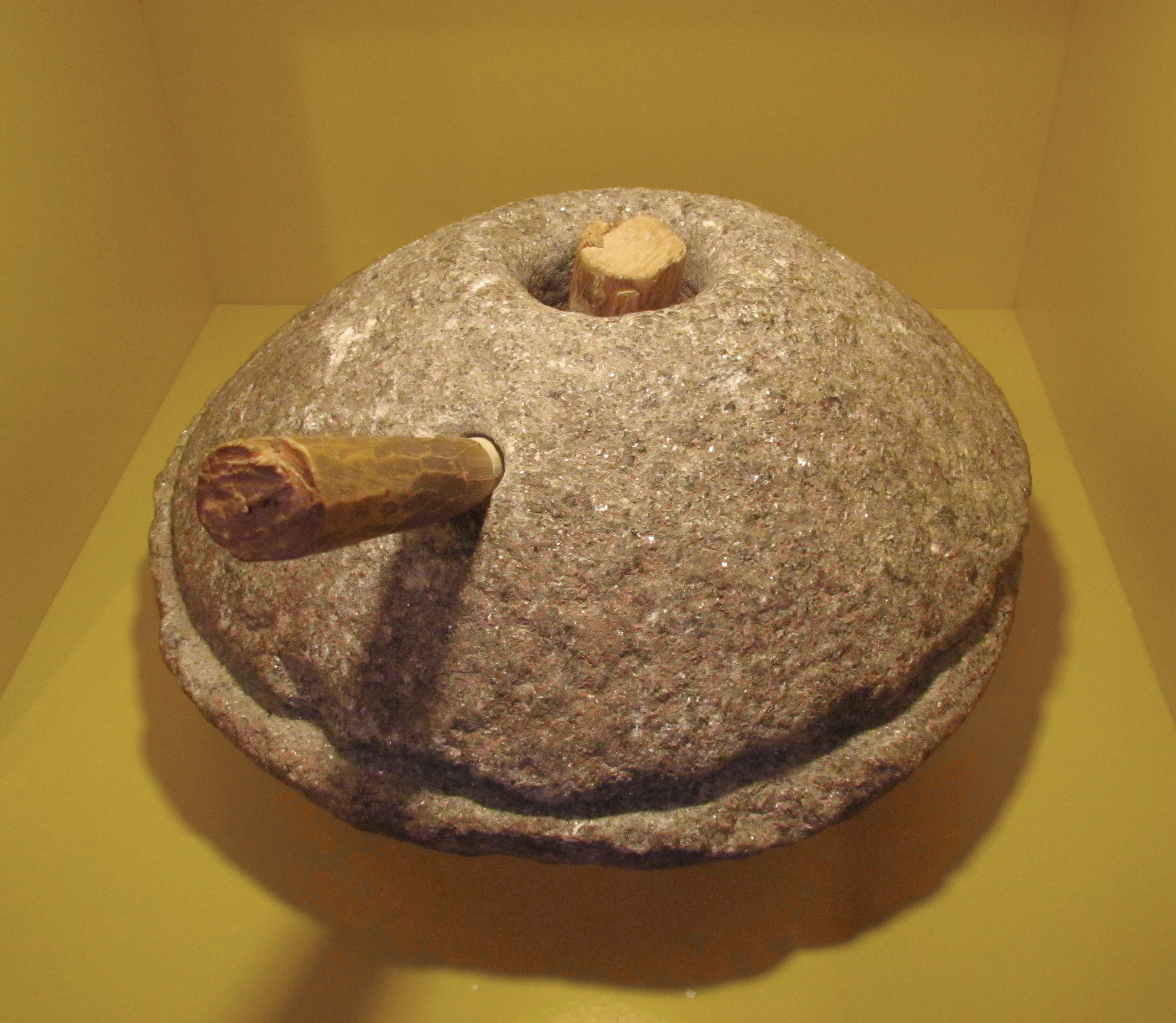
Жёрнова ручной мельницы